# Лукашове (Чугуївський район)
Лукашо́ве —  село в Україні, у Вовчанській міській громаді Чугуївського району Харківської області. Населення становить 56 осіб. До 2020 орган місцевого самоврядування — Різниківська сільська рада.

## Географія
Село Лукашове розташоване на одному з відрогів балки Бударівський Яр, примикає до села Різникове. На відстані 1 км розташоване село Красний Яр. По селу протікає пересихаючий струмок на якому зроблено кілька загат.

## Історія
1795 рік — засноване як село Мичкине.
1943 рік — перейменоване в село Лукашове.
12 червня 2020 року, відповідно до Розпорядження Кабінету Міністрів України  № 725-р «Про визначення адміністративних центрів та затвердження територій територіальних громад Харківської області», увійшло до складу Вовчанської міської громади.
19 липня 2020 року, в результаті адміністративно-територіальної реформи та ліквідації Вовчанського району, село увійшло до складу Чугуївського району.